# Ismaïl Paixà

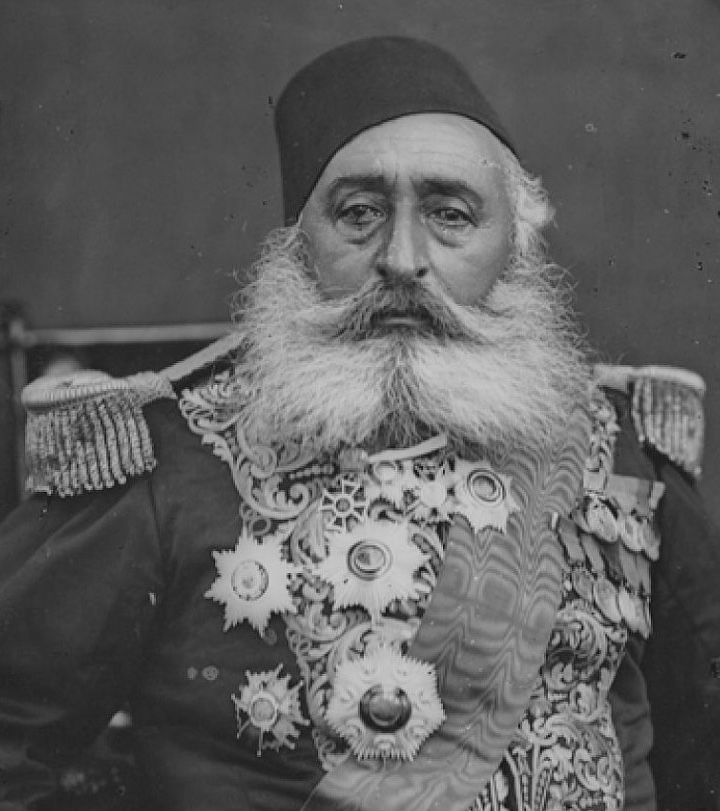
Isma'il Pasha

Ismaïl Paixà (31 de desembre de 1830, el Caire, Egipte - 2 de març de 1895, Constantinoble, Imperi Otomà) va ser el valí o virrei (governador) d'Egipte entre els anys 1863 i 1879 sota nominal sobirania de l'Imperi Otomà. Era fill d'Ibrahïm Paixà i net de Muhammad Ali.
Després d'una formació acadèmica a París i missions diplomàtiques en altres parts d'Europa, va tornar a Egipte el 1848. En aquest mateix any va morir Ibrahim Pasha, virrei en funcions per la incapacitat de Muhammad Ali Pasha (1 de setembre de 1848 a 10 de novembre de 1848) i Muhammad Ali va tornar al tron fins a la seva mort el 2 d'agost de 1849. Llavors fou nomenat virrei Abbas Hilmi Pasha I, fill de Tusun Pasha, que ja exercia la regència. Una vegada en el càrrec es va malfiar de Muhammad Said Pasha i de diversos cosins. Ismail va marxar a Istanbul per demanar el suport del sultà contra Abbas Hilmi, i fou nomenat membre del consell d'estat otomà (1850). A la mort d'Abbas Hilmi I (13 de juliol de 1854), va pujar al tron virregnal Muhammad Said Pasha, l'oncle d'Ismail i aquest va poder retornar a Egipte on fou nomenat president del consell d'estat; el 1855 va fer una missió diplomàtica a París i després una al Vaticà. El 1861 fou nomenat comandant en cap (sirdar) de l'exèrcit.
Said Pasha va morir el 18 de gener de 1863 i Ismail fou llavors proclamat virrei. Va tenir tres objectius: incrementar l'autonomia en relació al sultà otomà i la Porta; modernitzar el país; i adquirir un imperi a l'Àfrica. Aquests plans comportaven unes despeses enormes i encara que inicialment van portar una gran prosperitat econòmica al país, finalment el van arruïnar
Ismail va participar activament en la construcció del Canal de Suez (1859-1869). El 1866 es va crear una assemblea consultiva. El 27 de maig de 1866 Ismail va comprar al sultà un firman pel qual la successió a Egipte es regulava per primogenitura, i limitada als descendents directes; volia també emetre moneda pròpia, augmentar l'exèrcit i concedir títols nobiliaris. La implicació egípcia amb la revolta de Creta del 1866, va portar a un període de tensió amb la Porta.
En un altre firman del 8 de juny de 1867 fou autoritzat a portar el títol de kediv i va adquirir autonomia en els afers interns i financers, podent concertar tractats internacionals amb relació a duanes, ports, comerç, i afers de les comunitats estrangeres al país. El 1867 Egipte va participar en l'Exposició Universal de Paris.
La festa de l'obertura del Canal de Suez el 1869 fou considerada extravagant, i el sultà va signar un firman el 29 de novembre de 1869 que anul·lava quasi tot el que Ismail havia obtingut anteriorment el [1867], però una visita a Istanbul i quantiosos suborns als funcionaris turcs li van permetre obtenir un nou firman el de 10 de setembre de 1872 que derogava el del 1869 i li donava dret a contractar préstecs a Europa
En tot aquest temps les campanyes egípcies al Sudan, Etiòpia, Somàlia i fins a Uganda, suposaven grans despeses. Després de la caiguda de Napoleó III el 1871, Ismail es va apropar a Gran Bretanya. Interiorment la ràpida modernització estava produint un trencament social, econòmic i cultural. L'exèrcit i la marina foren reorganitzats, es van construir escoles, es van instal·lar molts europeus al país i es van subvencionar o crear diaris, impremtes, biblioteques (amb la fundació de la biblioteca nacional després Dar al-kutub), societats culturals, i museus. L'esclavatge fou prohibit i es va establir el servei de correus. Administrativament el país fou dividit en 14 províncies que foren la base de la divisió territorial en endavant. Les exportacions van augmentar al doble entre 1863 i 1873 i els ingressos de l'estat van passar de 5 milions de lliures el 1864 a 145 milions el 1875; es van construir telègrafs i ferrocarrils a Egipte i Sudan, i la ciutat d'Ismaïlia; el Caire va ser la primera municipalitat del país seguida d'altres grans ciutats; es van fundar nombrosos bancs i companyies mercantils.
Les dificultats econòmiques es van fer greus el 1870; es va voler arreglar amb la llei de la mukabala de 1871, que obligava als propietaris a fer un avançament de l'impost d'un import sis vegades l'import anual, a canvi d'una reducció perpètua de la meitat d'aquest impost. Es van concertar préstecs a Europa (el deute públic va pujar a 90 milions de lliures) i el 1875 el govern va haver de vendre a la Gran Bretanya les seves 176602 accions a la companyia del Canal de Suez per 4 milions de lliures. El 1875 es van crear tribunals mixtos encarregat dels litigis entre egipcis i estrangers i entre estrangers residents al país. El 1876 es va haver de crear una institució europea de control de les finances del país amb la fundació d'una Caixa del Deute Públic amb representants dels estats creditors. Els terratinents, els caps religiosos, l'exèrcit i fins i tot els ministres retiraven el suport a Ismail; la influència creixent dels britànics, que eren els principals creditors, i el distanciament amb el govern otomà, va crear una opinió interior oposada a Ismail; els governadors eren considerats responsables de la influència europea i com que no ho eren, s'oposaven també a Ismail.
El 1877 Egipte va participar al costat de l'Imperi Otomà a la guerra russo-turca. El 8 de juny de 1878 un firman del sultà ratificava l'anterior de 1872 i en regulava les condicions. El 28 d'agost de 1878 es va intentar l'establiment d'un govern de gabinet, sent nomenat primer ministre Boghos Nubar Pasha, responsable davant l'assemblea, però la situació econòmica no es va poder redreçar; l'exèrcit estava a la vora del motí i les potències europees pressionaven per la devolució del deute. Finalment el sultà, a petició de les potències europees, el va deposar el 25 de juny de 1879 i va sortir d'Egipte el dia 26.
Es va instal·lar a Istanbul on va morir el 6 de març de 1895. L'enorme deute que va ocasionar al país va conduir finalment a l'ocupació britànica d'Egipte el 1882.